# Esperanto-Asocio de Rumanio
Az Esperanto-Asocio de Rumanio (EAR) (magyar: Román Eszperantó Szövetség, román: Asociatia de Esperanto din Romania) országos eszperantó egyesület Romániában. 1907-ben (eredetileg Rumana Esperanto-Societo néven) és 1990-ben alakult, majd 1995-ben csatlakozott az Eszperantó Világszövetség (UEA) nemzetközi egyesülethez. Az egyesület székhelye Temesváron található. Az egyesület ifjúsági tagozata a Rumana Esperantista Junulara Asocio, amely 1996-ban alakult, és a következő évtől az Eszperantó Ifjúsági Világszervezet (TEJO) országos tagozata.

## Története
1907-ben I. Negreanu bukaresti ügyvéd újságcikkekkel hívta fel a figyelmet a nemzetközi nyelvre, Dr. Gabrielo Robin, az ismert vegyész pedig erőteljes propagandába kezdett, megalapította a Rumanan Esperantistan Societon (RES) és megjelentette az első tankönyvet. 1908-ban Dr. S. Kimel fogorvos elindította az első tanfolyamot Bukarestben. Ezután kezdődött az eszperantó felfelé ívelő időszaka az országban, Galațiban megjelent a Rumana Gazeto Esperantista, Bukarestben pedig a Rumana Esperantisto, amely lendületet adott az akkoriban kibontakozó mozgalomnak, és az eszperantó a közvélemény közönyét legyőzve, az egész országban elterjedt, így 1909-ben megtörtént az I. Román Eszperantó Kongresszus Bukarestben, bolgár és szerb eszperantisták részvételével. Az eszperantó mozgalmat akadályozó első világháború Romániában is érezhető volt. Sokaknak a harctérre kellett távozniuk, ahol a Dr. Robin által megkezdett munka folytatója, P. Teodorescu ügyvéd is meghalt.

### Az első világháború után
Az első világháború után a román eszperantó mozgalomban új korszak kezdődött, a világháború előtt Magyarországhoz tartozó, Erdélyben és Bánságban létrejött élénk tevékenységnek köszönhetően. 1920 tavaszán Cseh Andor Nagyszebenben (Hermannstadt) kidolgozta híres tanítási módszerét, és az ottani Munkásotthonban vezette első tanfolyamát.
1922-ben megtörtént a II. Román Eszperantó Kongresszust Kolozsváron, amelyen számos eszperantista vett részt az ország minden részéből és Bulgáriából is. A kongresszus felélesztette a régi RES-t. A kongresszus után Horst Fischer meghívta Cseh Andort a fővárosba, és vele együtt megalapította Bukarestben a Esperanto-Centron Rumanan (ECR), azzal a céllal, hogy az eszperantó tovább népszerűsödjön. További kongresszusok következtek (Temesváron 1923; Aradon 1924; Ploieştiben 1925; Galacban, G. L. Trancu-Iaşi miniszter tényleges elnöklete alatt, 1926; Brassóban 1927).

## Fordítás
- Ez a szócikk részben vagy egészben  az   Esperanto-Asocio de Rumanio című eszperantó Wikipédia-szócikk ezen változatának fordításán alapul.  Az eredeti cikk szerkesztőit annak laptörténete sorolja fel. Ez a jelzés csupán a megfogalmazás eredetét és a szerzői jogokat jelzi, nem szolgál a cikkben szereplő információk forrásmegjelöléseként.